# Hans Nissen
Hans Nissen (ved dåben: Hans Nissen Søndergaard) (18. december 1788 i Hammelev – 18. maj 1857 sammesteds) var en sønderjysk bonde og var en af de første, der kæmpede for den danske sag i Slesvig. Han var en af de drivende kræfter bag Den Slesvigske Forening og i mange år formand for denne.
Hans Nissen fastholdt sin gård under landbrugskrisen i begyndelsen af 1800-tallet og han fik stor respekt for sin dygtighed, både blandt bønder og embedsmænd. I 1814 blev han udpeget som sandemand i Gram Herred. Han forsøgte at skaffe flere medlemmer til foreningen, blandt egnens bønder, hvilket også lykkedes. Hans Nissen trådte tilbage som formand for Den Slesvigske forening i 1846, hvilket bevirkede at foreningen tabte indflydelse.
Hans Nissens navn er sammen med 17 andres indhugget på Skamlingsbankestøtten.